# Louis-Jean Allais

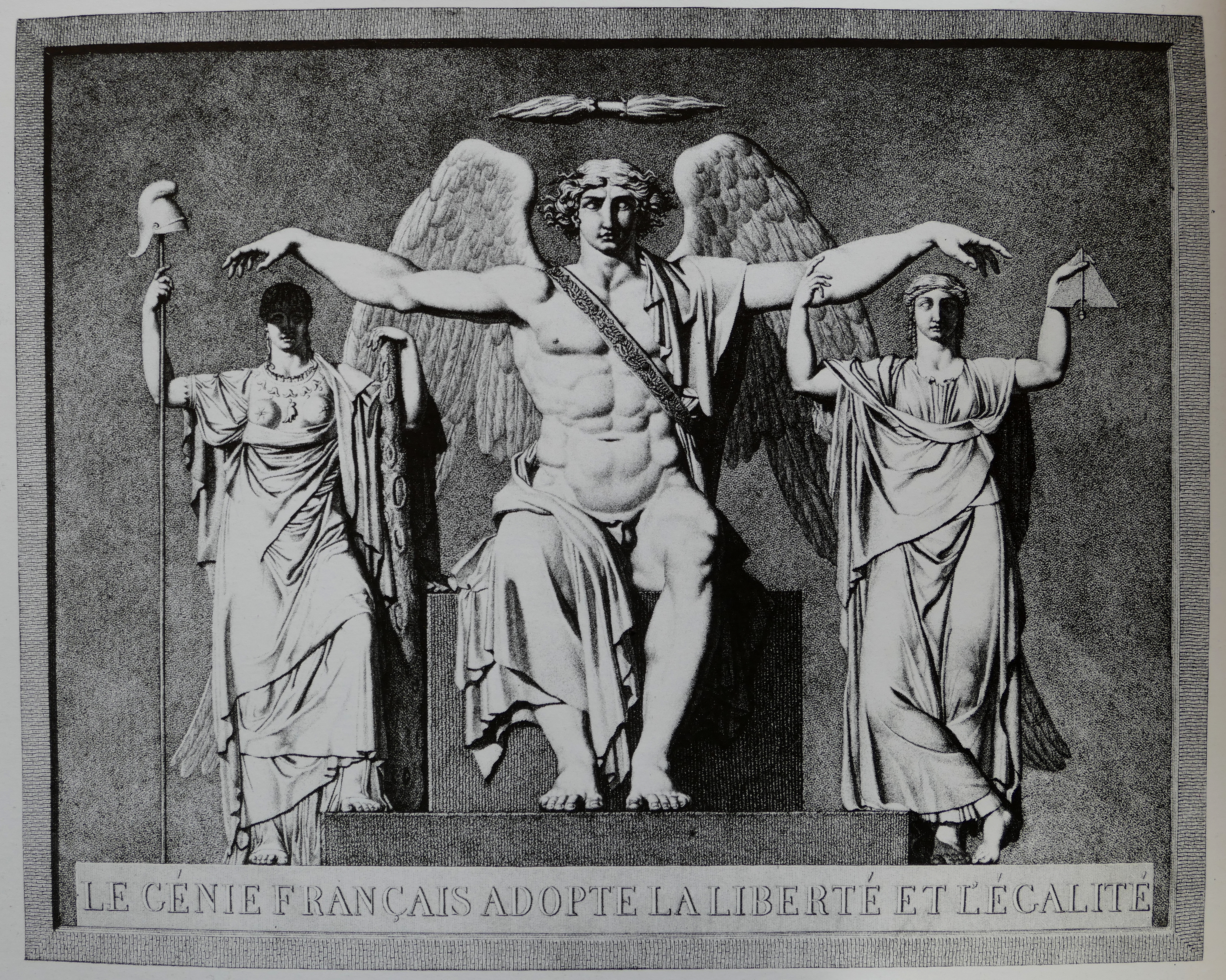
Grabado de Louis-Jean Allais, 1794, El genio francés adopta la libertad y la igualdad.

Louis-Jean Allais (París, 1762-27 de agosto de 1833) fue un pintor, grabador e ilustrador francés. Alumno de Allegrain desde 1781 a 1785 trabajó primero en pintura al óleo y posteriormente se orientó hacia el punteado y el grabado al aguatinta. Su esposa Angélique Briceau también fue una experta en ese arte. Fue padre del grabador Jean-Alexandre Allais que siguió a sus padres en esa vía.

## Algunas obras
- Les liliacées,[1] de Pierre Joseph Redouté (1759-1840)

## Fuente
- Esta obra contiene una traducción  derivada de «Louis-Jean Allais» de Wikipedia en francés, publicada por sus editores bajo la Licencia de documentación libre de GNU y la Licencia Creative Commons Atribución-CompartirIgual 4.0 Internacional.